# 南湖站 (武汉市)
南湖站是武汉南环铁路（武昌南线）上的一座车站，位于中华人民共和国湖北省武汉市武昌区南湖，建于1980年。现为五等站。